# Tschorny Jar (Astrachan)
Tschorny Jar (russisch Чёрный Яр) ist ein Dorf (selo) und ehemalige Stadt in der Oblast Astrachan in Russland mit 7779 Einwohnern (Stand 14. Oktober 2010).

## Geographie
Der Ort liegt etwa 240 km Luftlinie nordwestlich des Oblastverwaltungszentrums Astrachan am rechten, hohen Ufer der dort fast zwei Kilometer breiten Wolga.
Tschorny Jar ist Verwaltungszentrum des Rajons Tschernojarski sowie Sitz der Landgemeinde (selskoje posselenije) Tschernojarski selsowet, zu der außerdem das Dorf Baranowka (7 km nordnordwestlich) und der Weiler (chutor) Nagolny (4 km östlich, am anderen Wolgaufer auf der Insel zwischen dem Hauptarm und den linken Nebenarmen Gerassimowka und Winokurowka) gehören.

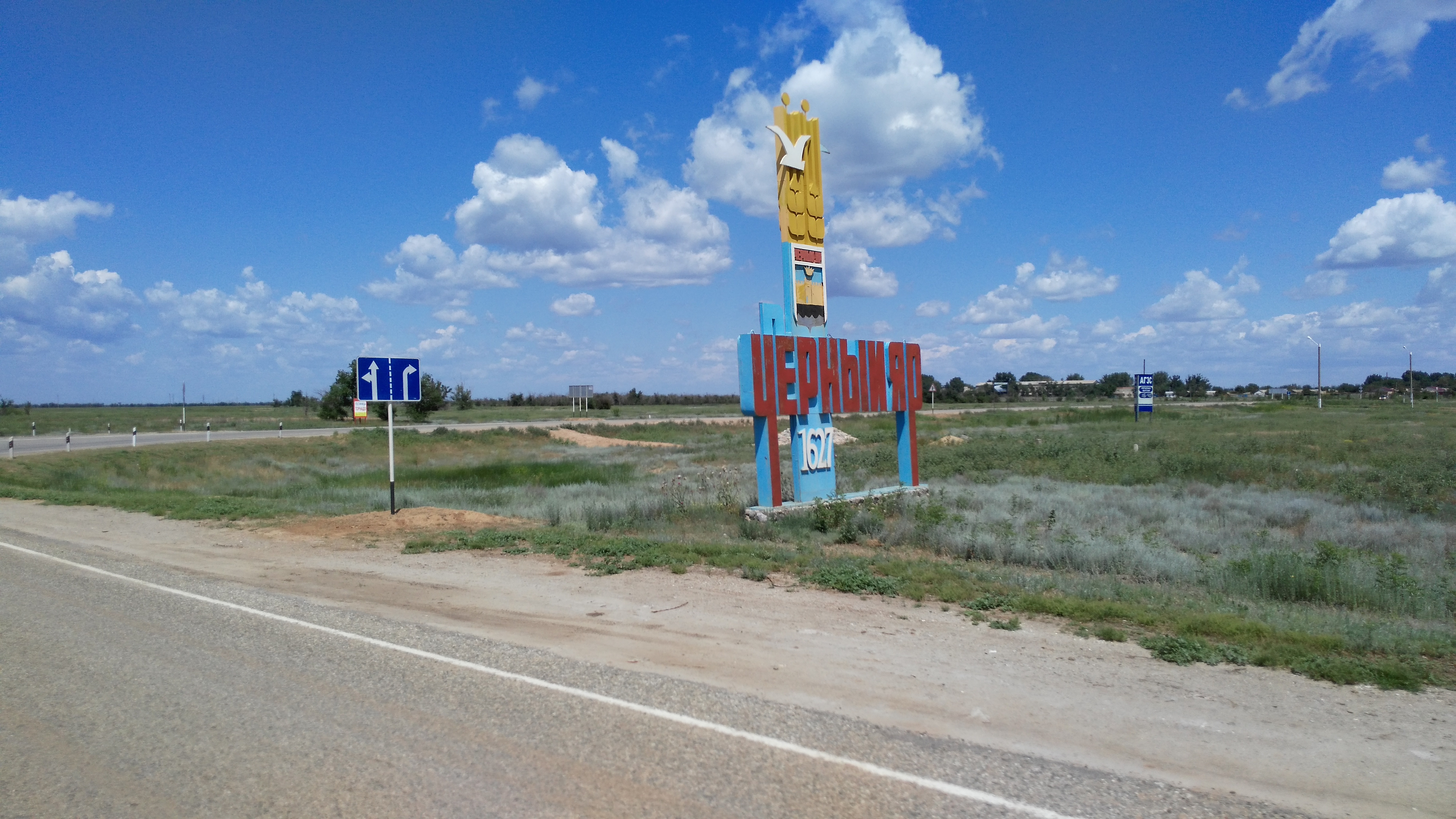
Einfahrt nach Tschorny Jar von der R22
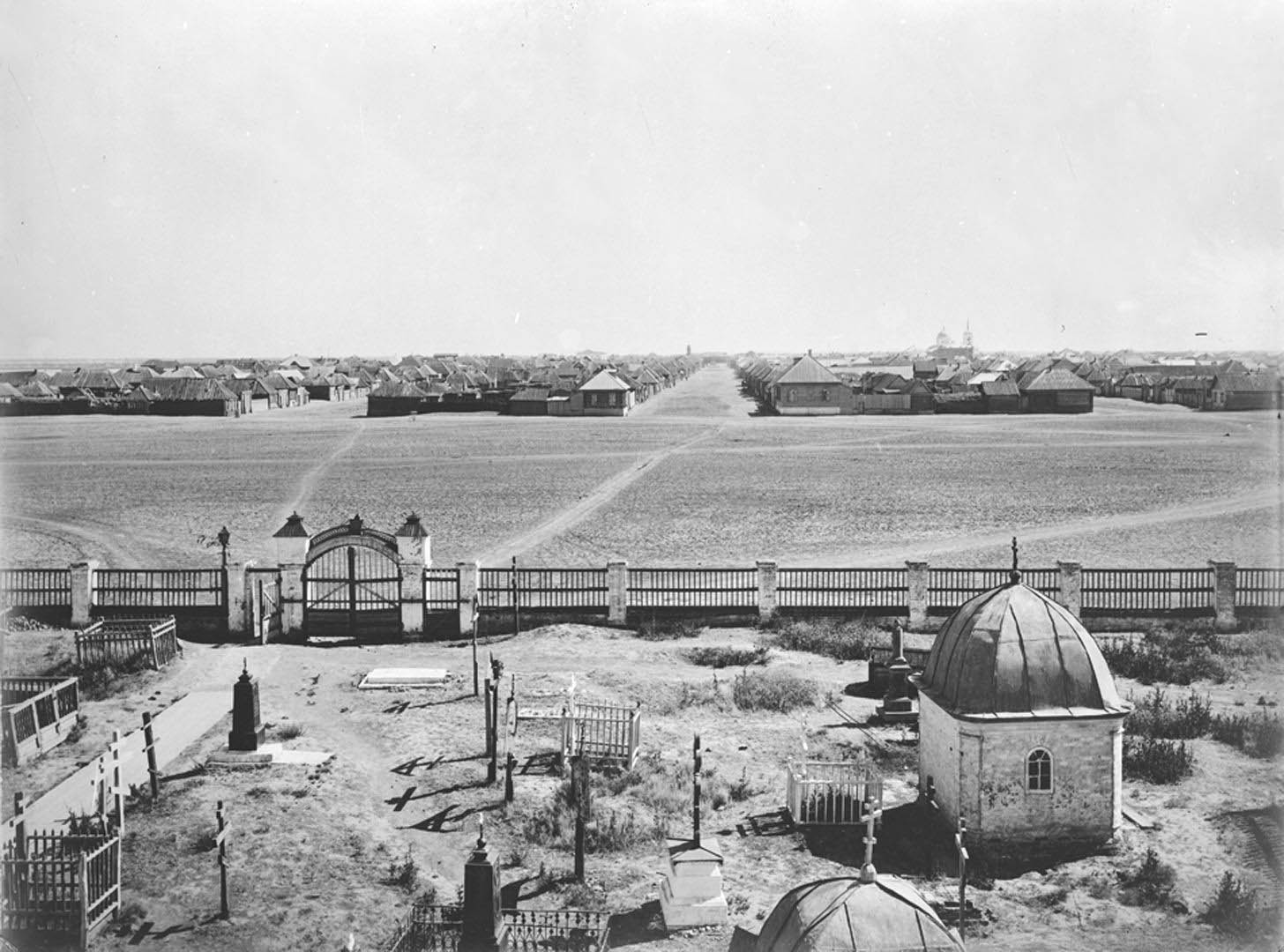
Friedhof und Kosakenstaniza Tschernojarskaja (1894)
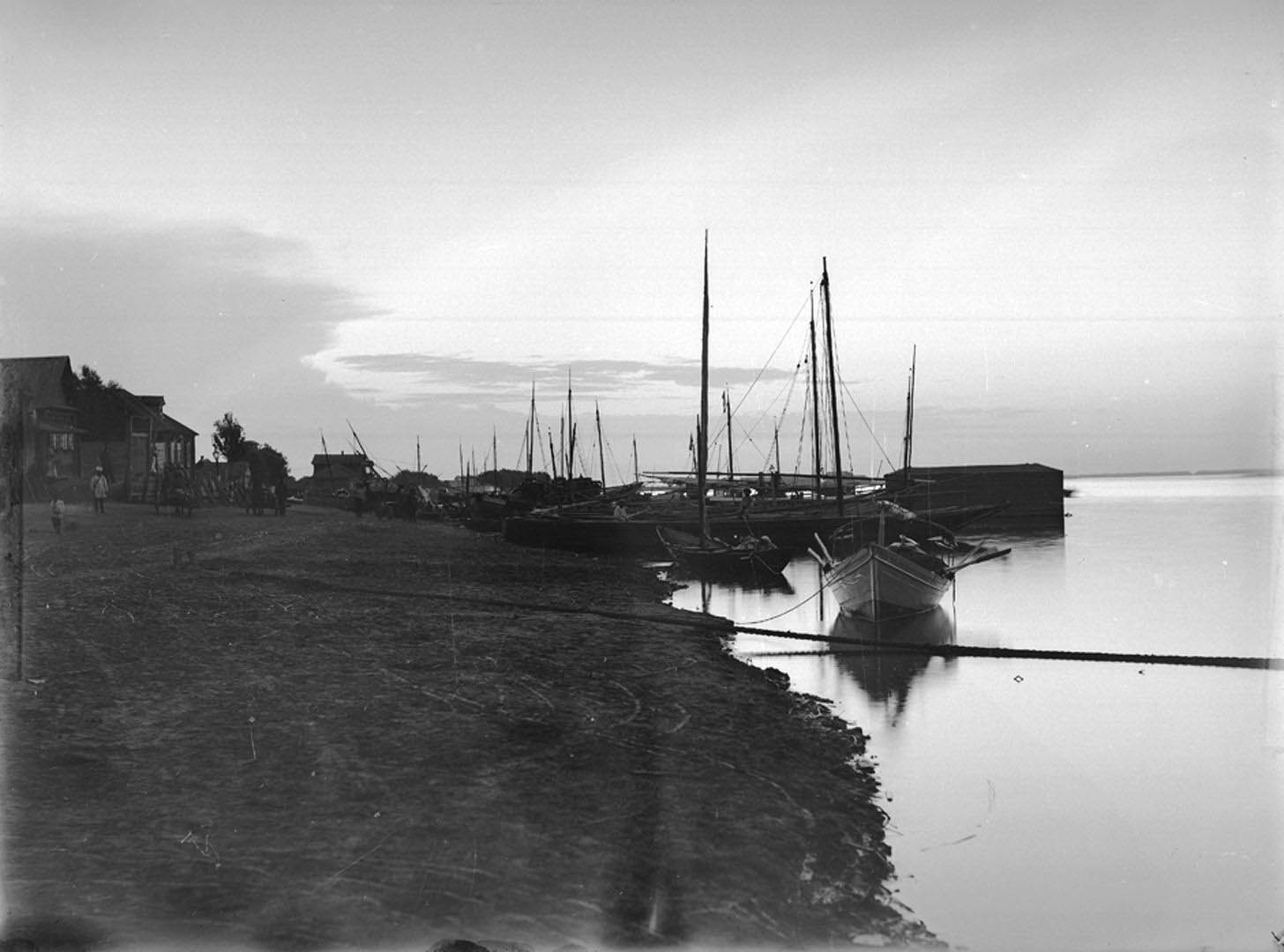
Anlegestelle an der Wolga (1894)
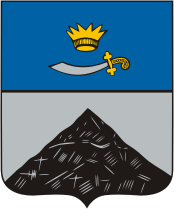
Altes Stadtwappen von 1846

## Geschichte
Als Gründungsjahr gilt 1627, als am linken, flachen Ufer der Wolga gegenüber der heutigen Ortslage eine russische Festung mit Namen Tschorny Ostrog („Schwarzer Ostrog“) zur Sicherung der Handelsroute nach Astrachan errichtet wurde. 1634 wurde sie an die heutige Stelle am steilen Wolga-Ufer verlegt; dar ursprünglich turksprachige, ins Russische übernommene jar im Ortsnamen steht für steile Flussufer oder Ränder von Schluchten. In Folge entstand in der Nähe auch eine nogaische Ansiedlung namens Jankala („Neue Stadt“). 1727 wurden die in Tschorny Jar stationierten Strelizen zu Kosaken (als Teil der Astrachankosaken) ernannt.
Nach mehreren Änderungen der Gouvernementszuordnung im Verlauf des 18. Jahrhunderts wurde der Ort 1785 zum Sitz eines nach ihm benannten Ujesds im Gouvernement Astrachan und erhielt damit die Stadtrechte. 1873 wurde der Teil des Ortes, in dem die Kosaken siedelten, in eine Staniza mit Namen Tschernojarskaja umgewandelt.
1918 kam dem Ujesd zum neu gebildeten Gouvernement Zarizyn (ab 1925 Stalingrad, heute Wolgograd); 1923 wurde er aufgelöst und an den Ujesd Zarizyn angeschlossen. 1925 verlor der Ort die Stadtrechte und ist seither Dorf. Nach weiteren administrativen Änderungen (1928 zum Okrug Astrachan der Region Untere Wolga, 1934 zur Region Stalingrad, 1936 zur Oblast Stalingrad, heutige Oblast Wolgograd) wurde der Rajon 1947 endgültig an die 1943 gebildete Oblast Astrachan abgegeben. 1963 wurde der Rajon vorübergehend aufgelöst und sein Territorium dem Jenotajewski rajon angeschlossen, aber bereits 1964 wiederhergestellt.

### Bevölkerungsentwicklung
| Jahr | Einwohner |
| ---- | --------- |
| 1897 | 4226      |
| 1939 | 3644      |
| 1959 | 4059      |
| 1970 | 5282      |
| 1979 | 6792      |
| 1989 | 8100      |
| 2002 | 8043      |
| 2010 | 7779      |

Anmerkung: Volkszählungsdaten

## Verkehr
Westlich an der Siedlung führt die föderale Fernstraße R22 Kaspi (Teil der Europastraße 119) vorbei, die Kaschira bei Moskau über Tambow und Wolgograd mit Astrachan verbindet; die ursprüngliche Trasse führte durch den Ort. Die nächstgelegene Bahnstation befindet sich etwa 25 km nördlich in Achtubinsk am linken Wolgaufer, an der Strecke Wolgograd – Astrachan, die aber auf dem Landweg nicht direkt erreichbar ist, da es zwischen den beiden Oblastzentren keine Brücken über die Wolga gibt, ansonsten im knapp 150 km flussaufwärts gelegenen Wolgograd.